# Coenonympha nolckeni

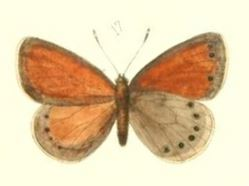
Coenonympha nolckeni aus der Erstbeschreibung von Erschoff

Coenonympha nolckeni ist ein Schmetterling (Tagfalter) aus der Familie der Edelfalter (Nymphalidae), der in Zentral-Asien vorkommt.

## Beschreibung
Coenonympha nolckeni hat eine dunkle, kupferfarben übergossene Flügeloberseite, der Vorderflügeldiskus ist dunkel kupferfarben. Die Hinterflügel sind schwarz mit feurig kupferigem Außenrand. Die Unterseite ist dunkelgelbgrau, Vorderflügeldiskus und Hinterflügelsaum sind kupferrot. Der Vorderflügel mit vereinzelten, der Hinterflügel mit einer kompletten Reihe von Ocellen vor dem Saum.

### Ähnliche Arten
- Coenonympha mcmahoni (Swinhoe, 1908)
- Coenonympha amirica (Wyatt, 1961)
- Coenonympha myops (Staudinger, 1881)

## Verbreitung
Coenonympha nolckeni kommt im Hissargebirge, Alaigebirge, Tian Shan und im nördlichen und westlichen Pamirgebirge auf Wiesen und in buschigen Lebensräumen vor.

### Flugzeit
Coenonympha nolckeni fliegt von Mai bis Juli.